# Alex Scarrow

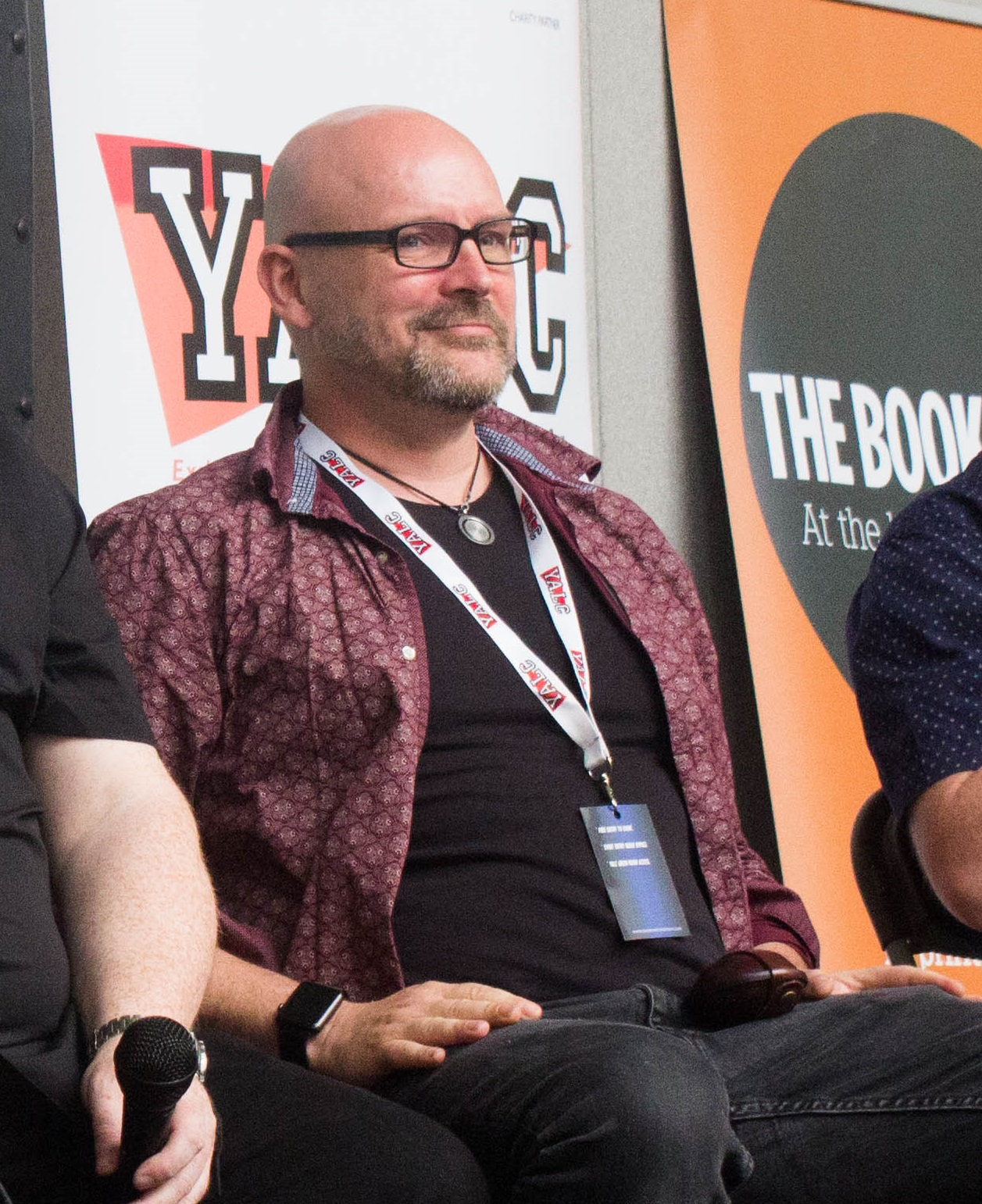
Alex Scarrow

Alex Scarrow (* 14. Februar 1966) ist ein britischer Musiker und Science-Fiction-Autor.

## Leben
Nach seiner Schulzeit begann Scarrow als Gitarrist in einer Band. Da er keine Erfolgsaussichten im Musikgeschäft sah, wandte er sich nach zehn Jahren einer Tätigkeit als Grafik- und Computerspieldesigner zu und wirkte in den 1990er Jahren an der Entwicklung von Computerspielen wie Waterworld, Evolva, The Thing, Spartan, Gates of Troy, Legion Arena, Ultimate Soccer Manager mit.
Parallel dazu begann er mit dem Schreiben von Drehbüchern und entwickelte aus seinem Drehbuchentwurf A Thousand Suns 2006 seinen ersten Roman, der ein Erfolg wurde. Weitere Romanveröffentlichungen folgten, z. B. October Skies im Jahr 2008. 2010 erschien der erste von geplanten neun Bänden seiner Romanreihe Time Riders über eine Gruppe zeitreisender Teenager.
Scarrow lebt in Norwich, ist verheiratet und hat einen Sohn. Sein Bruder ist der Autor Simon Scarrow.

## Werke
- A Thousand Suns
- Last Light
- October Skies
- Afterlight
- The Candle Man
- Time Riders – Wächter der Zeit  (TimeRiders)
- Time Riders – Tödliche Jagd (TimeRiders: Day of the Predator)
- Time Riders – Der Pandora Code (TimeRiders: The Doomsday Code)
- Time Riders – Hinter feindlichen Linien (TimeRiders: The Eternal War)
- Time Riders – Projekt Exodus (TimeRiders: Gates of Rome)
- TimeRiders: City of Shadows
- TimeRiders: The Pirate Kings
- TimeRiders: Heisse Ware